# State Line (Idaho)
State Line és una població dels Estats Units a l'estat d'Idaho. Segons el cens del 2000 tenia 28 habitants.

## Demografia
Segons el cens del 2000, State Line tenia 28 habitants, 11 habitatges, i 5 famílies. La densitat de població era de 180,2 habitants/km².
Dels 11 habitatges en un 45,5% hi vivien nens de menys de 18 anys, en un 27,3% hi vivien parelles casades, en un 9,1% dones solteres, i en un 54,5% no eren unitats familiars. En el 27,3% dels habitatges hi vivien persones soles el 27,3% de les quals corresponia a persones de 65 anys o més que vivien soles. El nombre mitjà de persones vivint en cada habitatge era de 2,55 i el nombre mitjà de persones que vivien en cada família era de 3,4.
Per edats la població es repartia de la següent manera: un 32,1% tenia menys de 18 anys, un 10,7% entre 18 i 24, un 42,9% entre 25 i 44, un 14,3% de 45 a 60 i un 0% 65 anys o més.
L'edat mediana era de 30 anys. Per cada 100 dones de 18 o més anys hi havia 137,5 homes.
La renda mediana per habitatge era de 46.250 $ i la renda mediana per família de 23.750 $. Els homes tenien una renda mediana de 30.938 $ mentre que les dones 20.833 $. La renda per capita de la població era de 16.758 $. Cap de les famílies i el 26,3% de la població estaven per davall del llindar de pobresa.

## Poblacions més properes
El següent diagrama mostra les poblacions més properes.